# Trigla lyra

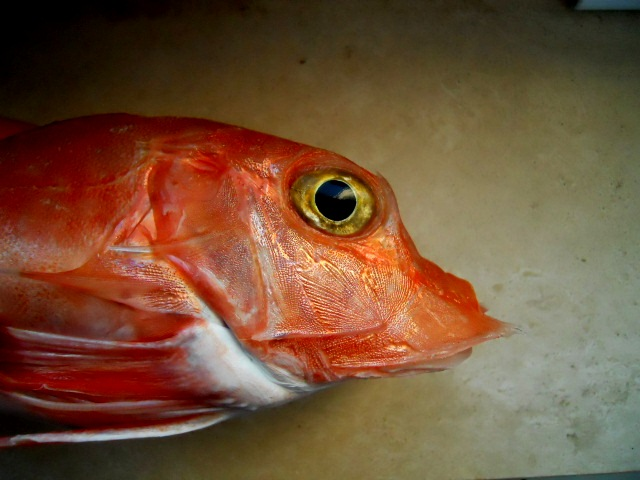
Particolare della testa

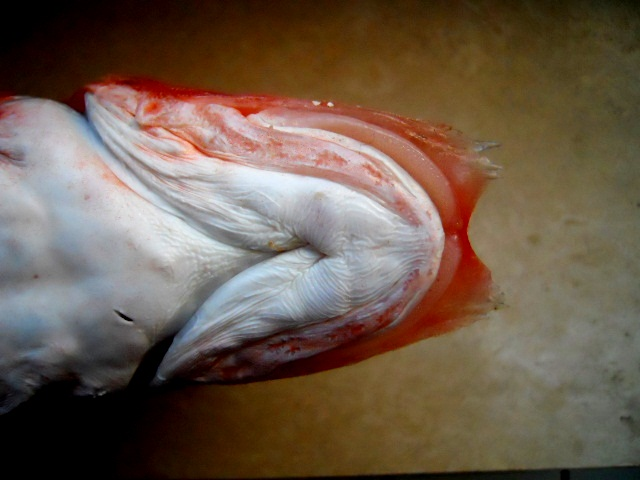
Particolare della testa

Il capone lira (Trigla lyra) è un pesce di mare appartenente alla famiglia Triglidae.

## Distribuzione e habitat
È diffuso in tutto il mar Mediterraneo e nell'Atlantico a nord fino alla Scozia. 

Vive su fondi sabbiosi profondi, in genere tra i 100 e i 500 m di profondità.

## Descrizione
Ha il muso allungato e appiattito a formare un rostro che, visto da sopra, presenta una profonda intaccatura centrale. Il profilo del capo è nettamente concavo. Le pinne pettorali sono ampie e di colore rossastro. Gli occhi sono più grandi che negli altri Triglidae. 
Il colore è rossastro o rosa salmone. 
Raggiunge i 70 cm di lunghezza.

## Alimentazione
Si nutre di crostacei, molluschi e piccoli pesci (soprattutto Callionymidae).

## Pesca
Si cattura con reti a strascico e palamiti di profondità. Le carni sono molto apprezzate.